# 2010 au Liberia
Cet article présente les faits marquants de l'année 2010 au Liberia.

## Évènements
- Mardi 1er juin 2010 : un bateau transportant plusieurs dizaines de passagers a fait naufrage tôt le matin près du port de Harper, troisième port du pays.

- Lundi 28 juin 2010 : sept personnes, dont un pilote Russe, sont arrêtées avec quatre tonnes de cocaïne destinées au marché américain, avant d'être extradés vers les États-Unis.

- Jeudi 15 juillet 2010 : Charles Taylor Junior, a été condamné en appel par un tribunal américain à 97 ans de prison pour crimes de torture commis sous la présidence de son père, alors qu’il dirigeait l’Unité anti-terroriste, une organisation paramilitaire chargée de protéger les dignitaires du régime[1].

- Jeudi 5 août 2010 : Naomi Campbell, témoigne devant le Tribunal spécial pour la Sierra Leone (TSSL), dans le cadre du procès de l'ex-président du Liberia, Charles Taylor, jugé pour crimes de guerre et crimes contre l'humanité. Elle avoue qu'elle avait reçu sous forme de cadeau de « toutes petites pierres à l'aspect sale », dont elle pense qu'elles lui étaient offertes par Charles Taylor après un dîner organisé par Nelson Mandela en 1997. Elle déclare les avoir donné à un de ses amis qui travaillait dans l'humanitaire en Afrique du Sud. Charles Taylor est accusé d'avoir dirigé en sous-main les rebelles du Front révolutionnaire uni (RUF) en Sierra Leone en leur fournissant armes et munitions en échange de diamants alors qu'il affirme ne jamais avoir possédé de diamants bruts[2].

- Vendredi 6 août 2010 : la Commission européenne alloue une aide humanitaire supplémentaire de 10 millions d'euros au Liberia afin d'améliorer l'accès aux soins de santé, à l'eau et aux équipements sanitaires pour quelque 500 000 personnes vulnérables. Au total, la Commission européenne a prévu de débloquer plus de 150 millions d'euros au bénéfice du Liberia sous forme de différents projets portant sur le développement des infrastructures, l'appui aux services de santé ou encore le système éducatif.

- Lundi 9 août 2010 : l'actrice Mia Farrow témoigne devant le Tribunal spécial pour la Sierra Leone (TSSL) que Naomi Campbell lui a dit avoir reçu un « énorme diamant » de la part de Charles Taylor. De son côté, Carole White, l'ex-agent de Naomi Campbell, témoigne que le top-model et Charles Taylor avaient « doucement flirté » au cours du dîner, puis dans la nuit le mannequin avait reçu des diamants que lui avait promis l'ex-président, affirmant qu'« elle était assez déçue car ils n'étaient pas brillants »[3].

- Dimanche 15 août 2010 : le Congrès pour le changement démocratique de l'ancienne vedette internationale du football, George Weah, a formé une alliance avec trois autres partis politiques d'opposition — dont le Parti national patriotique de l'ex président Charles Taylor et le Parti progressiste démocratique de l'ancien seigneur de la guerre Sekou Damate Conneh — en vue de l'élection présidentielle d'octobre 2011. George Weah avait été battu en 2005 par Ellen Johnson Sirleaf, première femme présidente d'Afrique, qui a annoncé sa candidature pour un deuxième mandat[4].

- Mardi 7 septembre 2010 : de fortes vagues ont détruit un quartier d'une quarantaine d'habitations précaires construites au bord de la mer à Monrovia dans lesquelles vivaient quelque 300 personnes. L'érosion des côtes qui affecte toute la côte du pays bordant l'océan Atlantique, a déjà entraîné la disparition de nombreuses plages et met en danger les communautés qui ont construit trop près du bord. L'Agence nationale de protection de l'environnement met l'érosion sur le compte de la montée des eaux dans le monde et de l'utilisation du bois des mangroves — barrière naturelle contre les tempêtes — et du sable des plages pour le bâtiment et les travaux publics.